# هيميت (كاليفورنيا)
هيميت (بالإنجليزية: Hemet )‏ هي إحدى مدن مقاطعة ريفيرسيدي، كاليفورنيا. تم إعطاءها لقب مدينة في 20 يناير، 1910.

## التركيبة السكانية
حدّد مكتب تعداد الولايات المتحدة بيانات التركيبة السكانية لهيميت في تعداد الولايات المتحدة. في ما يلي، التركيبة السكانية حسب تعدادي 2000 و2010.

### تعداد عام 2000
بلغ عدد سكان هيميت 58,812 نسمة بحسب تعداد عام 2000، وبلغ عدد الأسر 25,252 أسرة وعدد العائلات 15,187 عائلة مقيمة في المدينة. في حين سجلت الكثافة السكانية 775.5 نسمة لكل كيلومتر مربع (2,008.5/ميل2). وبلغ عدد الوحدات السكنية 29,401 وحدة بمتوسط كثافة قدره 387.7 لكل كيلومتر مربع (1,004.1/ميل2).
وتوزع التركيب العرقي للمدينة بنسبة 80.49% من البيض و2.60% من الأمريكيين الأفارقة و1.20% من الأمريكيين الأصليين و1.48% من الأمريكيين ذوي الأصول الآسيوية و0.13% من سكان جزر المحيط الهادئ و10.58% من الأعراق الأخرى و3.51% من عرقين مختلطين أو أكثر و23.10% من الهسبانيون أو اللاتينيون من أي عرق.
بلغ عدد الأسر 25,252 أسرة كانت نسبة 25.4% منها لديها أطفال تحت سن الثامنة عشر تعيش معهم، وبلغت نسبة الأزواج القاطنين مع بعضهم البعض 45.1% من أصل المجموع الكلي للأسر، ونسبة 11.2% من الأسر كان لديها معيلات من الإناث دون وجود شريك، بينما كانت نسبة 3.8% من الأسر لديها معيلون من الذكور دون وجود شريكة وكانت نسبة 39.9% من غير العائلات. تألفت نسبة 34.4% من أصل جميع الأسر من عدة أفراد يعيشون في نفس المنزل ونسبة 23.2% كانت تتألف من شخص يعيش بمفرده يبلغ من العمر 65 عاماً أو أكثر. وبلغ متوسط حجم الأسرة المعيشية 2.26، أما متوسط حجم العائلات فبلغ 2.90.
بلغ العمر الوسطي للسكان 44.6 عاماً. وكانت نسبة 22.5% من القاطنين تحت سن الثامنة عشر، وكانت نسبة 7.1% بين الثامنة عشر والرابعة والعشرين عاماً، ونسبة 20.5% كانت واقعةً في الفئة العمرية ما بين الخامسة والعشرين والرابعة والأربعين عاماً، ونسبة 16.5% كانت ما بين الخامسة والأربعين والرابعة والستين، ونسبة 30.5% كانت ضمن فئة الخامسة والستين عاماً فما فوق. يوجد لكل 100 أنثى 86.2 ذكر، ويوجد لكل 100 أنثى في الثامنة عشر من عمرها فما فوق 81.4 ذكر.
بلغ متوسط دخل الأسرة في المدينة 26,839 دولارًا، أما متوسط دخل العائلة فبلغ 33,579 دولارًا. وكان متوسط دخل الذكور 30,771 دولارًا مقابل 24,048 دولارًا للإناث. وسجل دخل الفرد الخاص بالمدينة 16,226 دولارًا. وكانت نسبة 12.4% من العائلات ونسبة 16.3% من السكان تحت خط الفقر، وكان من هؤلاء نسبة 26.5% تحت سن الثامنة عشر ونسبة 7.8% في الخامسة والستين من العمر وما فوق.

### تعداد عام 2010
بلغ عدد سكان هيميت 78,657 نسمة بحسب تعداد عام 2010، وبلغ عدد الأسر 30,092 أسرة وعدد العائلات 19,146 عائلة مقيمة في المدينة. في حين سجلت الكثافة السكانية 1,037.1 نسمة لكل كيلومتر مربع (2,686.1/ميل2). وبلغ عدد الوحدات السكنية 35,305 وحدة بمتوسط كثافة قدره 465.5 لكل كيلومتر مربع (1,205.6/ميل2).
وتوزع التركيب العرقي للمدينة بنسبة 67.71% من البيض و6.42% من الأمريكيين الأفارقة و1.55% من الأمريكيين الأصليين و2.99% من الأمريكيين ذوي الأصول الآسيوية و0.36% من سكان جزر المحيط الهادئ و15.73% من الأعراق الأخرى و5.24% من عرقين مختلطين أو أكثر و35.79% من الهسبانيون أو اللاتينيون من أي عرق.
بلغ عدد الأسر 30,092 أسرة كانت نسبة 32.2% منها لديها أطفال تحت سن الثامنة عشر تعيش معهم، وبلغت نسبة الأزواج القاطنين مع بعضهم البعض 43.8% من أصل المجموع الكلي للأسر، ونسبة 14.5% من الأسر كان لديها معيلات من الإناث دون وجود شريك، بينما كانت نسبة 5.4% من الأسر لديها معيلون من الذكور دون وجود شريكة وكانت نسبة 36.4% من غير العائلات. تألفت نسبة 30.3% من أصل جميع الأسر من عدة أفراد يعيشون في نفس المنزل ونسبة 19.1% كانت تتألف من شخص يعيش بمفرده يبلغ من العمر 65 عاماً أو أكثر. وبلغ متوسط حجم الأسرة المعيشية 2.59، أما متوسط حجم العائلات فبلغ 3.24.
بلغ العمر الوسطي للسكان 39.0 عاماً. وكانت نسبة 25.9% من القاطنين تحت سن الثامنة عشر، وكانت نسبة 8.7% بين الثامنة عشر والرابعة والعشرين عاماً، ونسبة 22% كانت واقعةً في الفئة العمرية ما بين الخامسة والعشرين والرابعة والأربعين عاماً، ونسبة 21.3% كانت ما بين الخامسة والأربعين والرابعة والستين، ونسبة 22.1% كانت ضمن فئة الخامسة والستين عاماً فما فوق. وتوزع التركيب الجنسي للسكان بنسبة 47.1% ذكور و52.9% إناث.

## المناخ
يظهر الجدول التالي التغييرات المناخية على مدار السنة لهيميت:
| البيانات المناخية لـهيميت         | البيانات المناخية لـهيميت | البيانات المناخية لـهيميت | البيانات المناخية لـهيميت | البيانات المناخية لـهيميت | البيانات المناخية لـهيميت | البيانات المناخية لـهيميت | البيانات المناخية لـهيميت | البيانات المناخية لـهيميت | البيانات المناخية لـهيميت | البيانات المناخية لـهيميت | البيانات المناخية لـهيميت | البيانات المناخية لـهيميت | البيانات المناخية لـهيميت |
| الشهر                             | يناير                     | فبراير                    | مارس                      | أبريل                     | مايو                      | يونيو                     | يوليو                     | أغسطس                     | سبتمبر                    | أكتوبر                    | نوفمبر                    | ديسمبر                    | المعدل السنوي             |
| --------------------------------- | ------------------------- | ------------------------- | ------------------------- | ------------------------- | ------------------------- | ------------------------- | ------------------------- | ------------------------- | ------------------------- | ------------------------- | ------------------------- | ------------------------- | ------------------------- |
| الدرجة القصوى °ف (°م)             | 91 (33)                   | 90 (32)                   | 99 (37)                   | 103 (39)                  | 110 (43)                  | 114 (46)                  | 115 (46)                  | 115 (46)                  | 116 (47)                  | 108 (42)                  | 95 (35)                   | 90 (32)                   | 116 (47)                  |
| متوسط درجة الحرارة الكبرى °ف (°م) | 67 (19)                   | 67 (19)                   | 71 (22)                   | 76 (24)                   | 83 (28)                   | 91 (33)                   | 97 (36)                   | 98 (37)                   | 93 (34)                   | 83 (28)                   | 73 (23)                   | 66 (19)                   | 80 (27)                   |
| متوسط درجة الحرارة الصغرى °ف (°م) | 37 (3)                    | 39 (4)                    | 43 (6)                    | 46 (8)                    | 51 (11)                   | 56 (13)                   | 61 (16)                   | 62 (17)                   | 58 (14)                   | 50 (10)                   | 42 (6)                    | 36 (2)                    | 48 (9)                    |
| أدنى درجة حرارة °ف (°م)           | 20 (−7)                   | 24 (−4)                   | 26 (−3)                   | 31 (−1)                   | 37 (3)                    | 41 (5)                    | 46 (8)                    | 44 (7)                    | 42 (6)                    | 31 (−1)                   | 25 (−4)                   | 18 (−8)                   | 18 (−8)                   |
| الهطول إنش (مم)                   | 2.69 (68)                 | 2.79 (71)                 | 1.92 (49)                 | 0.80 (20)                 | 0.40 (10)                 | 0.09 (2.3)                | 0.18 (4.6)                | 0.17 (4.3)                | 0.32 (8.1)                | 0.61 (15)                 | 0.90 (23)                 | 1.74 (44)                 | 12.61 (320)               |
| المصدر: The Weather Channel       |                           |                           |                           |                           |                           |                           |                           |                           |                           |                           |                           |                           |                           |

## معرض صور

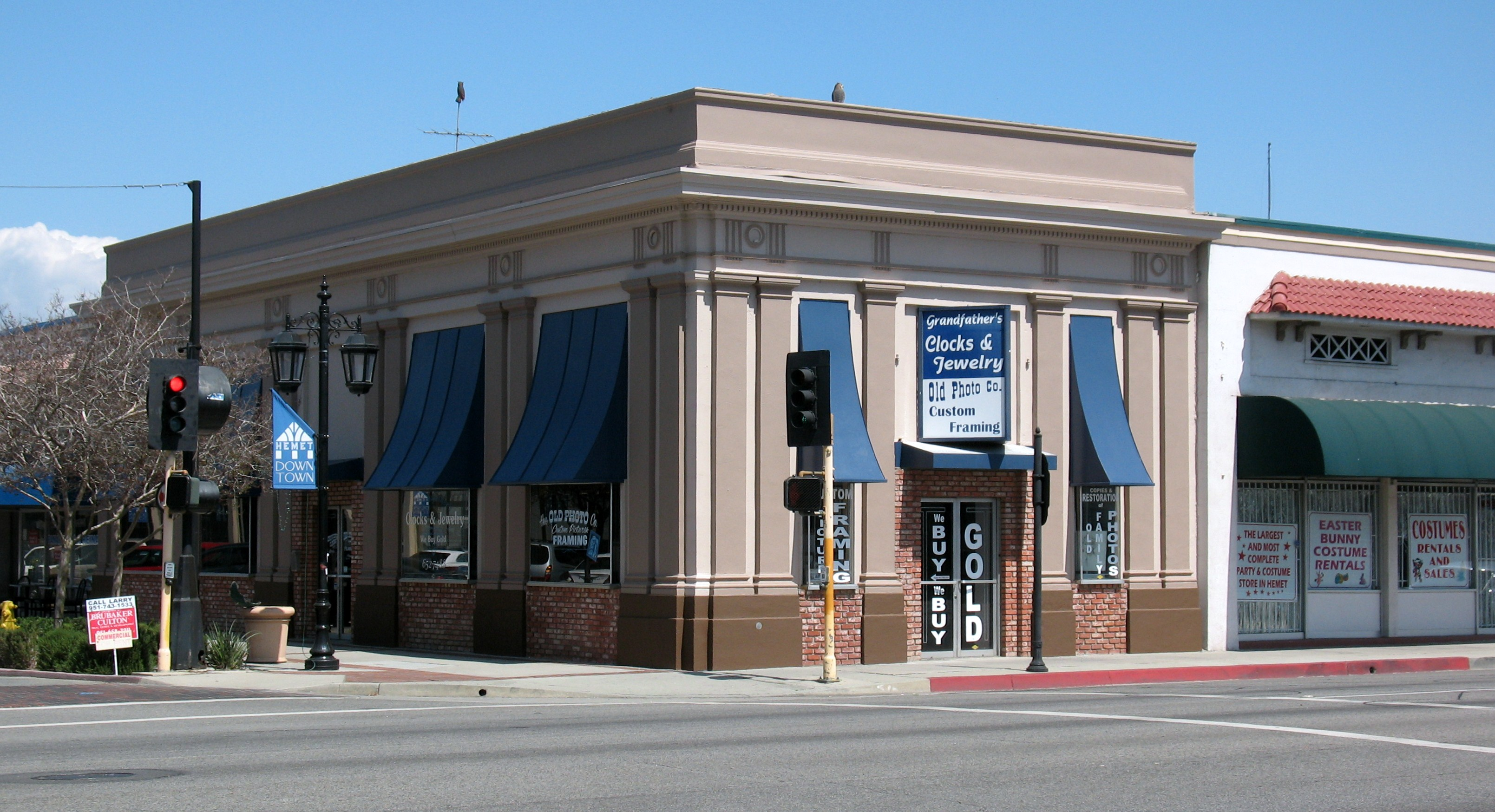
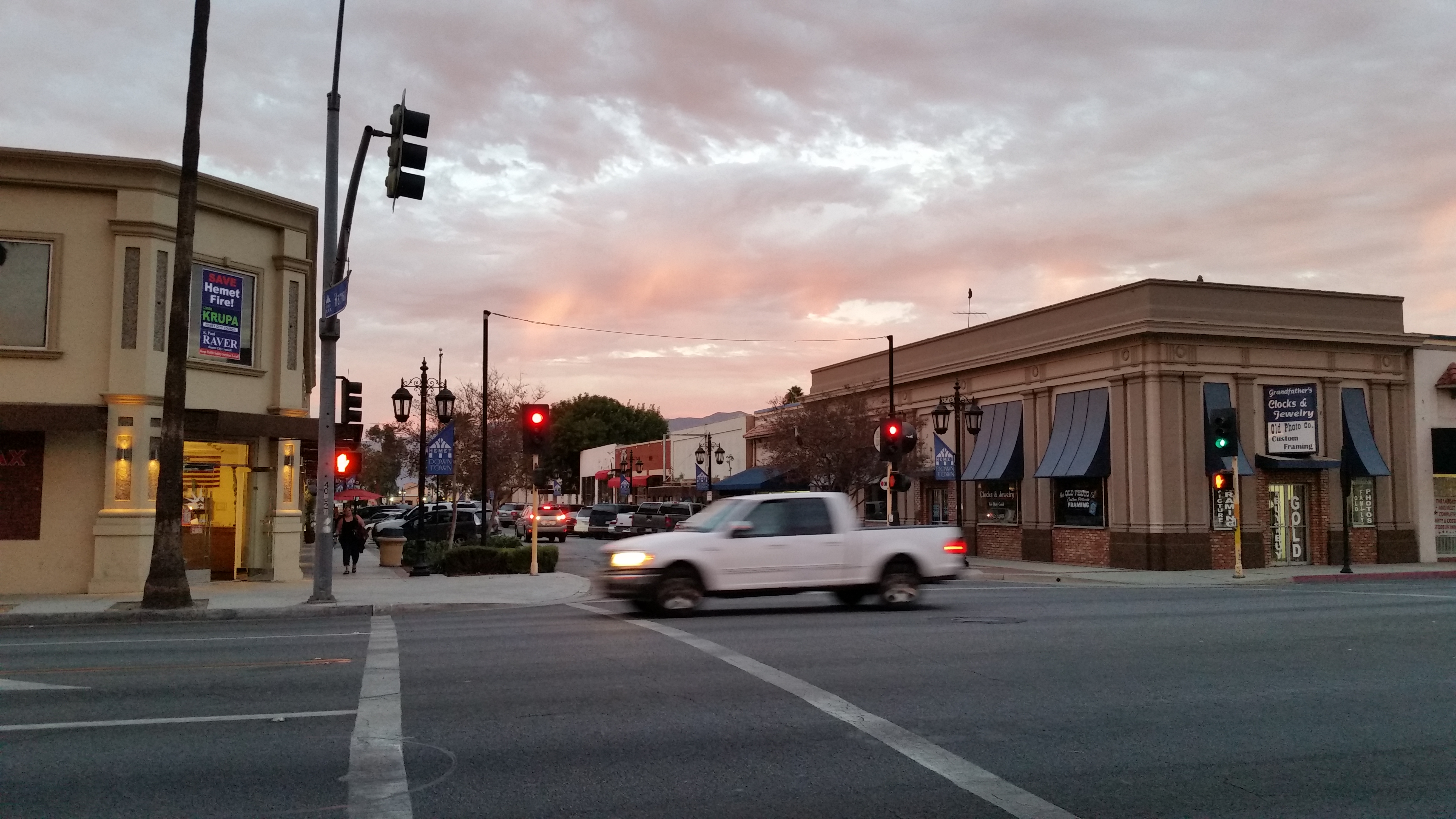
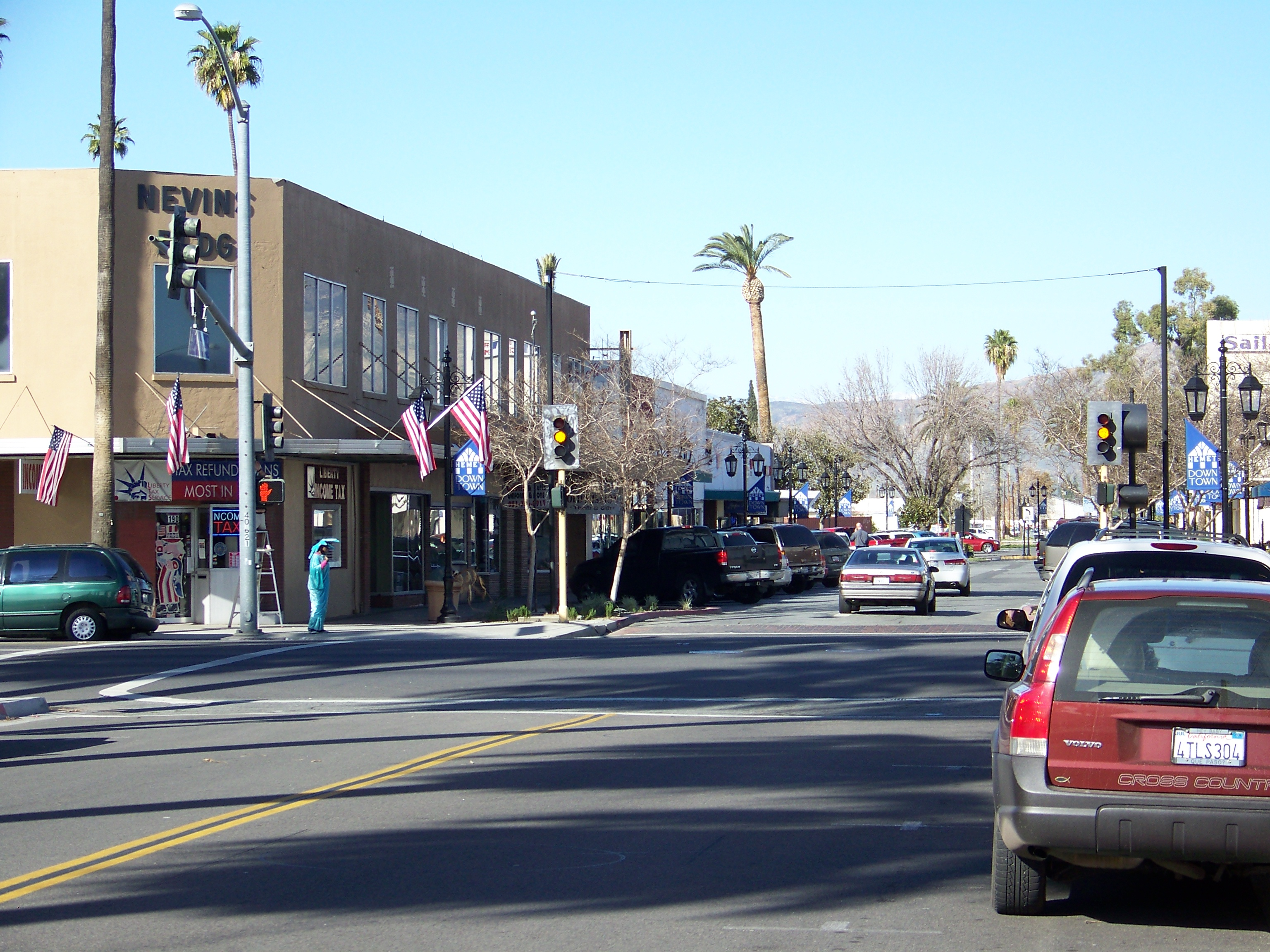
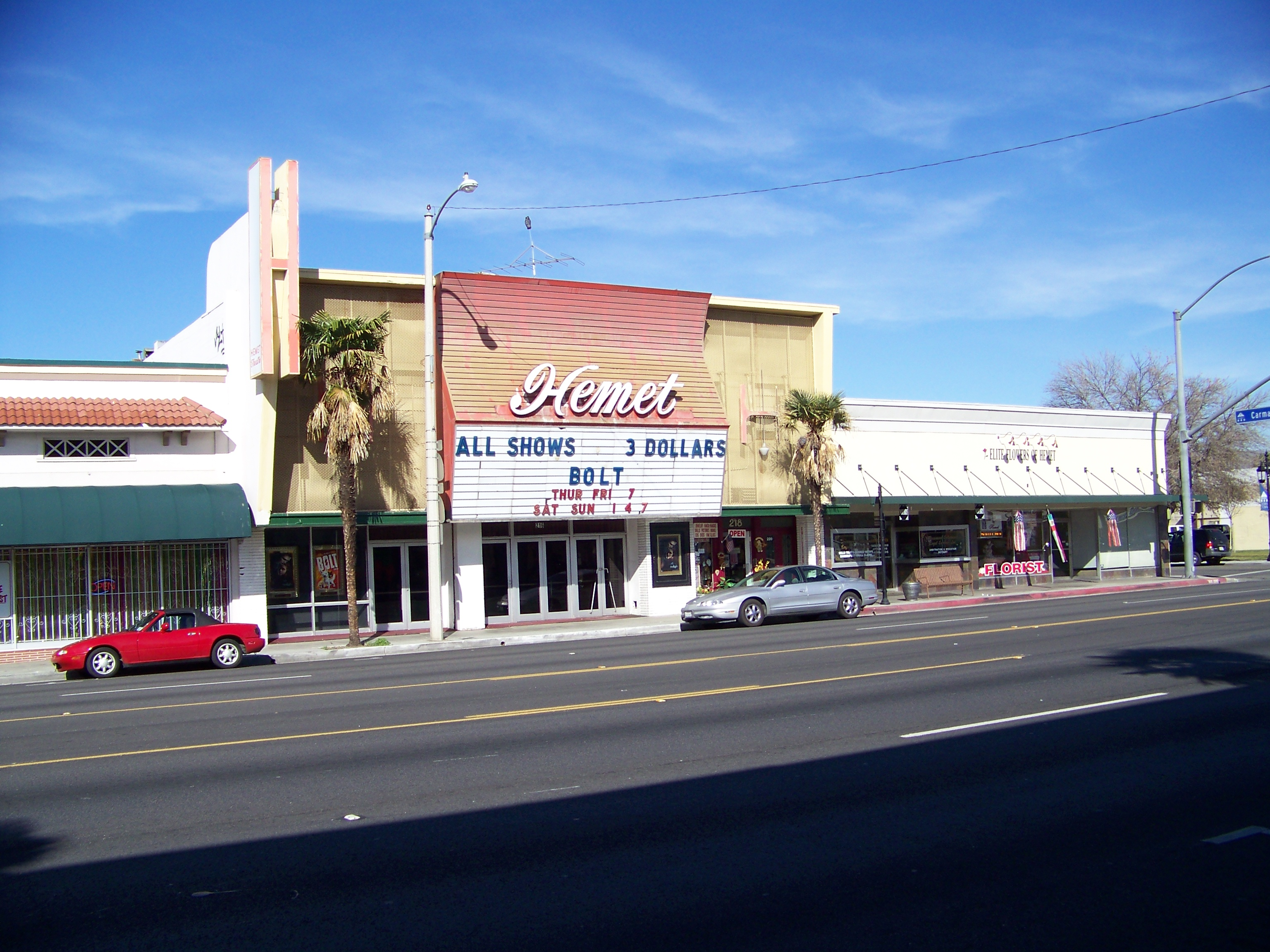
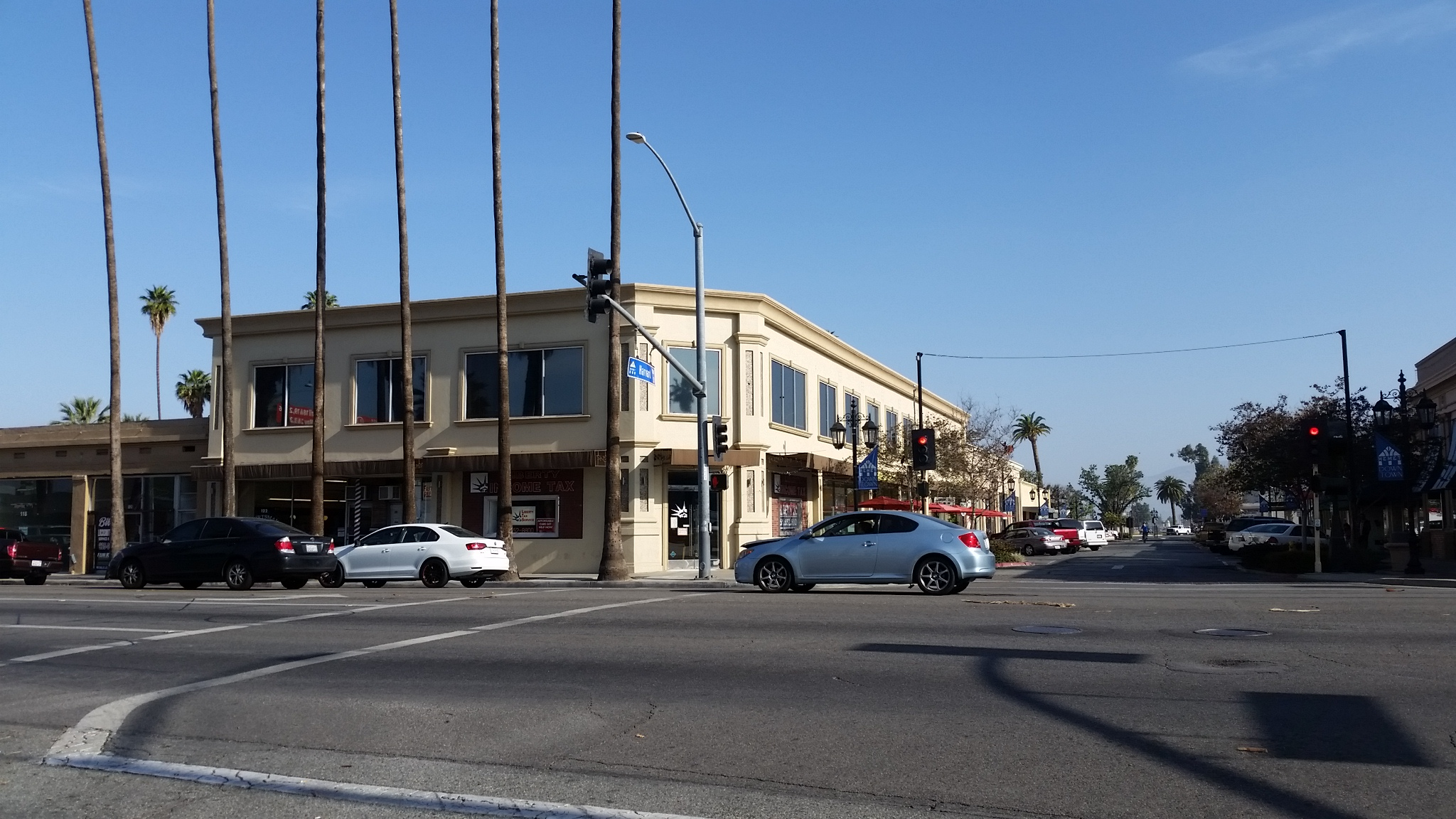

## أعلام
- جيمس لافتري
- جيف فان غوندي
- كورالي سيمونز
- لي ستاين
- باول إف. كير